# Stile Zakopane

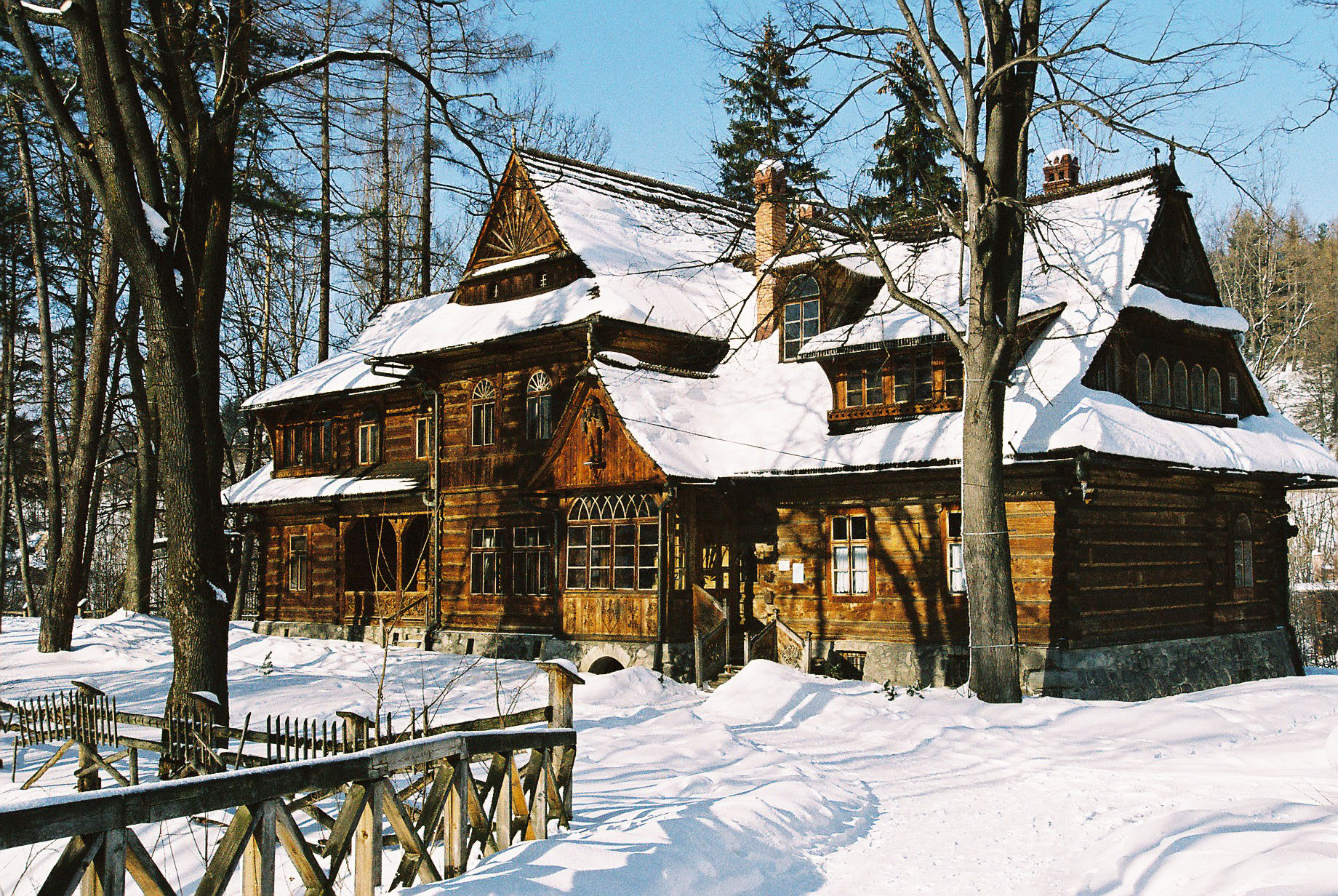
Villa Koliba, costruita e arredata nello Stile Zakopane

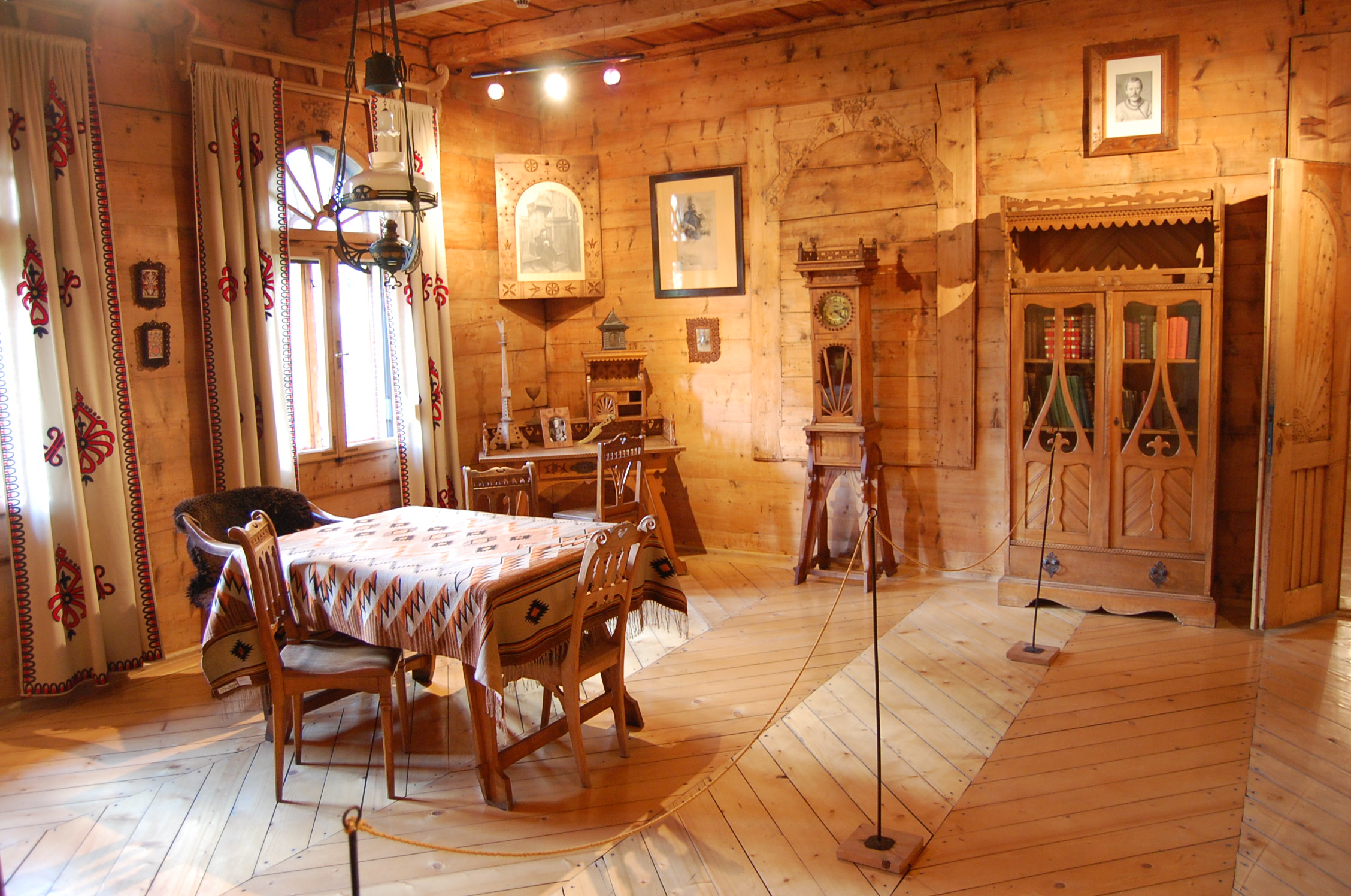
Interno di Villa Koliba

Lo Stile Zakopane è uno stile artistico ma soprattutto architettonico, ma anche in mobili e complementi d'arredo inspirati all'arte tradizionale della regione montana della Polonia conosciuta come Podhale.
Il riutilizzo dei motivi e delle tecniche costruttive tipiche delle abitazioni della regione dei Carpazi nelle abitazioni fu ideata da Stanisław Witkiewicz, pittore e architetto attivo a Zakopane nei primi anni del XX secolo.

## Origine
Quando a Zakopane, nella seconda metà del ‘800, fece la sua comparsa l’architettura in stile svizzero o tirolese, così come anche in molti altri siti termali, Witkiewicz riscontrò come, per proteggere il Podhale dalle costruzioni di uno stile estraneo alla regione, bisognasse creare uno stile nato a partire dalle fondamenta offerte dell’arte edilizia locale. La battaglia per lo stile fu condotta sul piano della stampa. Nei suoi reportage e nei suoi articoli egli incitava all’utilizzo di motivi locali nelle ville costruite dai “signori” e dagli “ospiti”.
In quell’epoca Zygmunt Gnatowski, un proprietario terriero di Jakimówka (in Ucraina), collezionista e amante della cultura montanara, volle costruirsi una casa estiva a Zakopane. All’inizio doveva trattarsi di una casa montanara, ma Witkiewicz riuscì a persuadere Gnatowski a costruire una villa in stile Zakopane. La Villa Koliba venne eretta negli anni 1892/93 da costruttori locali. L’interno fu allestito anche in stile, con mobili e accessori nonché stufe in ceramica appositamente progettate, riloghe, tende, addirittura piccoli oggetti in ferro come maniglie e serrature.

## Esempi
- Villa Koliba, Zakopane
- Pod Jedlami, Zakopane